# Мзуркі
Мзуркі (пол. Mzurki) — село в Польщі, у гміні Воля-Кшиштопорська Пйотрковського повіту Лодзинського воєводства.
Населення — 214 осіб (2011).
У 1975-1998 роках село належало до Пйотрковського воєводства.

## Демографія
Демографічна структура станом на 31 березня 2011 року:
|          | Загалом | Допрацездатний вік | Працездатний вік | Постпрацездатний вік |
| -------- | ------- | ------------------ | ---------------- | -------------------- |
| Чоловіки | 109     | 21                 | 75               | 13                   |
| Жінки    | 105     | 15                 | 74               | 16                   |
| Разом    | 214     | 36                 | 149              | 29                   |